# 749 Malzovia
749 Malzovia è un asteroide della fascia principale. Scoperto nel 1913, presenta un'orbita caratterizzata da un semiasse maggiore pari a 2,2430899 UA e da un'eccentricità di 0,1736751, inclinata di 5,38892° rispetto all'eclittica.
Il suo nome è in onore di Nikolaj Sergeevič Mal'cov, un astronomo amatoriale che fondò l'Osservatorio di Simeiz.